# Wenyen Gabriel
Wenyen Gabriel, né le 26 mars 1997 à Khartoum au Soudan, est un joueur américano-sud-soudanais de basket-ball évoluant aux postes d'ailier fort et de pivot.
Wenyen Gabriel quitte le Soudan du Sud très jeune avec ses parents qui fuient la seconde guerre civile soudanaise.

## Biographie

### Carrière universitaire

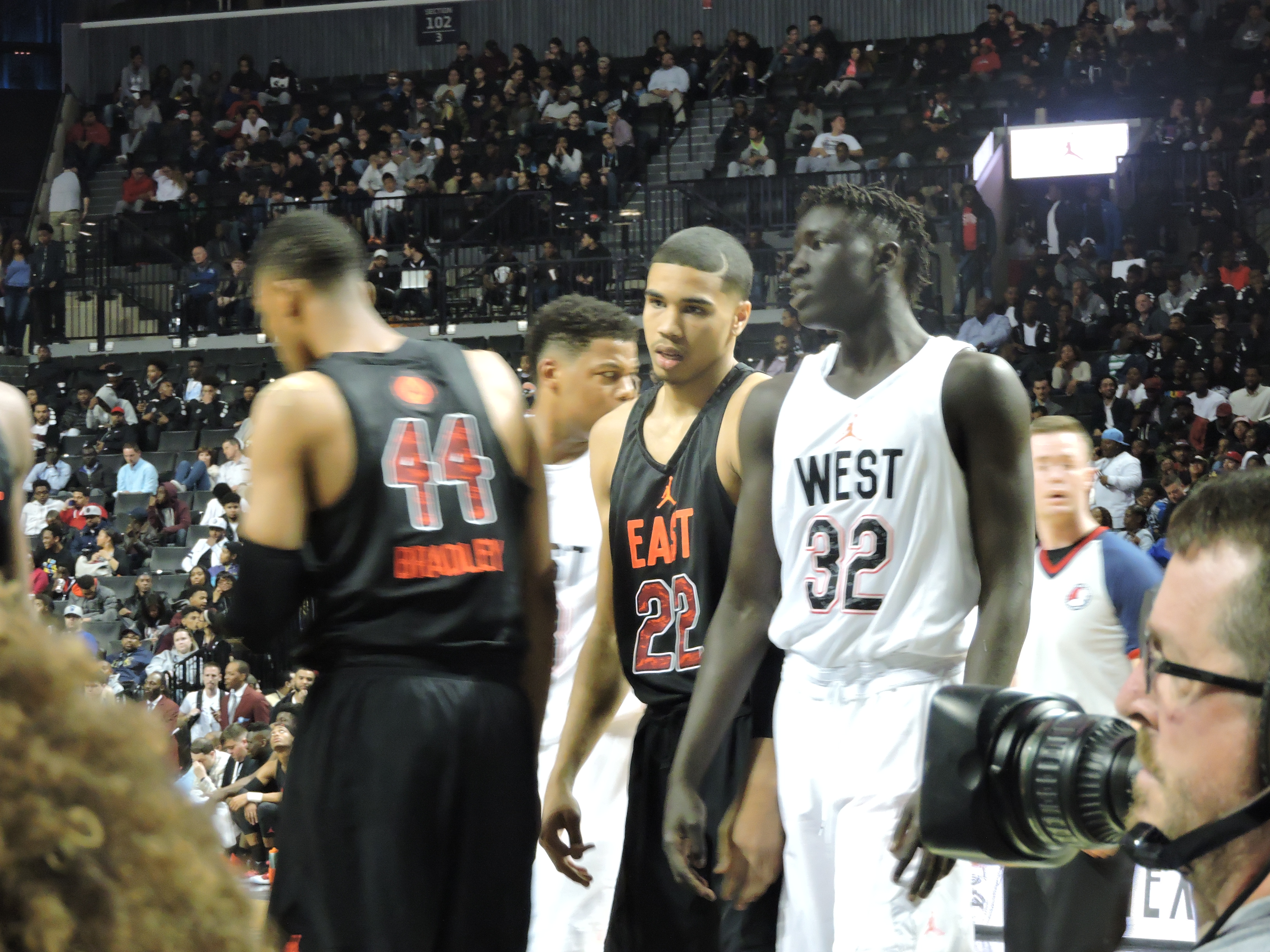
Gabriel (32) en 2016 au Jordan Brand Classic

Wenyen Gabriel fréquente la Wilbraham & Monson Academy à Wilbraham, Massachusetts à partir de 2014. Auparavant, il joue pendant trois ans à la Trinity High School de Manchester, dans le New Hampshire. En tant que senior en 2015-2016, ses moyennes sont de 22,0 points, 14,0 rebonds, 7,0 contres et 6,3 passes décisives par match. En octobre 2015, il annonce sa décision de s’inscrire à l’université du Kentucky. Maryland, Duke, UConn et Providence étaient d’autres écoles sur sa liste. Il joue environ 20 minutes au Nike Hoop Summit 2016, marquant deux points, obtenant quatre rebonds et deux passes décisives. Gabriel joue également dans la Jordan Brand Classic 2016.
Il fait ses débuts pour les Wildcats du Kentucky dans un match amical le 31 octobre 2016 contre l’université Clarion, cumulant neuf points, deux rebonds et une passe décisive en 17 minutes en tant que remplaçant. En première année, il dispute 38 matchs, dont 23 dans le cinq majeur, avec des moyennes de 4,6 points et 4,8 rebonds en 17,8 minutes. Au cours de sa deuxième année, Wenyen Gabriel devient une figure clé du succès du Kentucky cette saison-là, et réalise des moyennes de 6,8 points et 5,4 rebonds en 37 matchs. Il est le meilleur contreur des Wildcats avec 40 contres réalisés dans la saison.
Le 12 juin 2018, il se déclare candidat pour la prochaine draft de la NBA.

### Carrière professionnelle
Wenyen Gabriel n'est pas sélectionné lors de la Draft 2018 de la NBA.

#### Kings de Sacramento/Kings de Stockton (2018-2020)
Wenyen Gabriel dispute la NBA Summer League 2018 avec les Kings de Sacramento. Le 31 juillet 2018, il signe un two-way contract avec les Kings. Il ne dispute aucune rencontre avec les Kings de Sacramento et passe la saison avec les Kings de Stockton, l'équipe de NBA Gatorade League affiliée aux Kings.
Il participe à la NBA Summer League 2019 avec les Kings. Le 21 octobre 2019, il signe un contrat définitif avec les Kings de Sacramento alors qu'il devait initialement commencer la saison par l'intermédiaire d'un accord two-way. Entre le 13 novembre 2019 et le 15 janvier 2020, il est envoyé plusieurs fois en G-League chez les Kings de Stockton. Il a réalisé un double-double de 16 points et 16 rebonds pour les Kings de Stockton le 20 décembre 2019, dans une victoire contre les Blue Coats du Delaware. Le 11 janvier 2020, Gabriel a inscrit 37 points, 11 rebonds et trois passes pour Stockton dans sa victoire de 163-143 contre les Wolves de l’Iowa.

#### Transfert et nombreuses tentatives en NBA (2020-2022)
Le 18 janvier 2020, les Kings de Sacramento, qui souhaitent éviter de payer la luxury tax, le transfèrent aux Trail Blazers de Portland avec Trevor Ariza, Caleb Swanigan et une somme d'argent en échange de Kent Bazemore, Anthony Tolliver, un second tour de draft 2024 et un second tour de draft 2025,. Il a fait ses débuts avec les Trail Blazers le 31 janvier, avec un rebond, une passe décisive et un contre en 13 minutes alors que les Blazers ont battu les Lakers de Los Angeles 127 à 119.
Le 30 novembre 2020, il s'engage pour deux saisons avec les Pelicans de La Nouvelle-Orléans. Durant la saison 2020-2021, il dispute 21 matchs NBA pour des moyennes par match de 3,4 points et 2,6 rebonds pour environ 12 minutes de jeu par match. Le 13 octobre 2021, il est coupé par les Pelicans.
En octobre 2021, il s'engage avec les Herd du Wisconsin en NBA Gatorade League. En 12 matchs, il a obtenu en moyenne 13,8 points avec 47,5 % de tirs sur le terrain et 38,7 % de tirs à 3 points, 8,6 rebonds, 1,0 passe, 1,1 interception et 2,0 contres en 25,8 minutes par match. Le 21 décembre 2021, il signe un contrat de 10 jours avec les Nets de Brooklyn. Il ne dispute qu'un match avec les Nets face aux Clippers de Los Angeles le 27 décembre 2021 pour 1 minute de jeu et 1 rebond.
Le 31 décembre 2021, il signe un contrat de 10 jours avec les Clippers de Los Angeles. Le 11 janvier 2022, il signe un second contrat de 10 jours avec les Clippers. Il dispute 6 matchs pour des moyennes par match de 2,3 points et 2,3 rebonds pour 7,7 minutes de jeu. À l'issue de son second contrat, le 21 janvier 2022, il retourne avec le Herd du Wisconsin. Le 29 janvier 2022, il signe un contrat de 10 jours avec les Pelicans de La Nouvelle-Orleans. Il ne dispute aucun match. Le 8 février 2022, il retourne chez le Herd.

#### Lakers de Los Angeles (2022-2023)

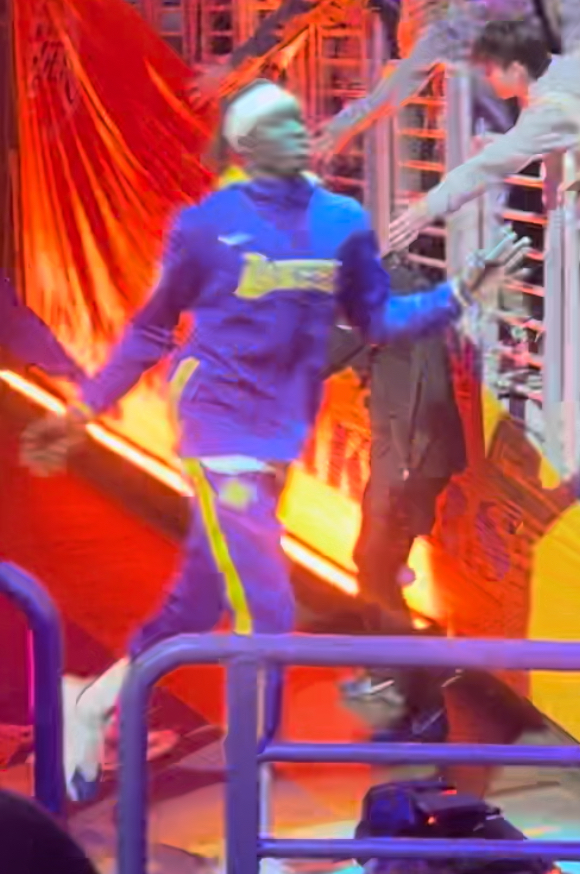
Gabriel en 2023

Le 1er mars 2022, il signe un contrat two-way en faveur des Lakers de Los Angeles. Début avril 2022, son contrat est converti en un contrat standard. Le 18 mars 2022, il établit son record de points en carrière avec 17 unités face aux Raptors de Toronto. Durant la fin de la saison 2021-2022, il dispute 19 matchs avec les Lakers pour des moyennes par match de 6,7 points et 4,3 rebonds pour 16,4 minutes par match.
Durant la saison 2022-2023, il dispute 68 matchs de saison régulière, dont deux en tant que titulaire, avec des statistiques moyennes par match de 5,5 points, 4,2 rebonds et 0,5 contre. En janvier 2023, les Lakers garantissent son contrat jusqu'à la fin de la saison. Le 15 mars 2023, il établit son record en carrière avec 14 rebonds lors d'une défaite 110 à 114 contre les Rockets de Houston. Il dispute 10 matchs des playoffs 2023 où les Lakers sont éliminés en finale de la Conférence Ouest.
À l'issue de la saison 2022-2023, il se retrouve agent libre. 

#### Retour en G-League au Herd du Wisconsin (2023-2024)
En octobre 2023, il rejoint les Celtics de Boston pour participer au camp d'entraînement mais n'est pas conservé pour la saison régulière.
Le 11 novembre 2023, il est annoncé dans le roster du Herd du Wisconsin pour la saison 2023-2024.

#### Grizzlies de Memphis (2024)
En mars 2024, il signe un contrat de 10 jours avec les Grizzlies de Memphis.

#### Maccabi Tel-Aviv (2024)
Après un court passage chez les Vaqueros de Bayamón à Porto Rico, il quitte le continent américain pour le Maccabi Tel-Aviv, club israélien évoluant en Euroligue.

#### Panathinaïkos (2024-2025)
En décembre 2024, Gabriel quitte le Maccabi Tel-Aviv après 5 rencontres de saison régulière et rejoint le Panathinaïkos, club athénien, champion d'Europe en titre. Il vient pallier l'absence sur blessure de Mathias Lessort.

#### Bayern Munich (depuis 2025)
En juillet 2025, il rejoint le Bayern Munich.

### En équipe nationale
Wenyen Gabriel participe à la Coupe du monde 2023 avec le Soudan du Sud et participe à la première victoire de son pays dans une Coupe du monde face à la Chine.

## Statistiques
Légende : gras = ses meilleures performances

### Universitaires
Les statistiques de Wenyen Gabriel en universitaires sont les suivantes:
| Saison    | Équipe   | Matchs | Titul. | Min./m | % Tir | % 3pts | % LF | Rbds/m. | Pass/m. | Int/m. | Ctr/m. | Pts/m. |
| --------- | -------- | ------ | ------ | ------ | ----- | ------ | ---- | ------- | ------- | ------ | ------ | ------ |
| 2016-2017 | Kentucky | 38     | 23     | 17,7   | 40,5  | 31,7   | 61,8 | 4,84    | 0,68    | 0,29   | 0,87   | 4,58   |
| 2017-2018 | Kentucky | 37     | 7      | 23,1   | 44,2  | 39,6   | 62,5 | 5,35    | 0,57    | 0,81   | 1,08   | 6,78   |
| Total     | Total    | 75     | 30     | 20,3   | 42,6  | 36,7   | 62,2 | 5,09    | 0,63    | 0,55   | 0,97   | 5,67   |

### En NBA
Les statistiques de Wenyen Gabriel en NBA sont les suivantes:

#### Saison régulière
| Saison    | Équipe              | Matchs | Titul. | Min./m | % Tir | % 3pts | % LF | Rbds/m. | Pass/m. | Int/m. | Ctr/m. | Pts/m. |
| --------- | ------------------- | ------ | ------ | ------ | ----- | ------ | ---- | ------- | ------- | ------ | ------ | ------ |
| 2019-2020 | Sacramento          | 11     | 0      | 5,6    | 35,3  | 12,5   | 60,0 | 0,90    | 0,30    | 0,30   | 0,20   | 1,70   |
| 2019-2020 | Portland            | 19     | 1      | 9,1    | 48,4  | 41,7   | 75,0 | 2,20    | 0,30    | 0,40   | 0,30   | 2,30   |
| 2020-2021 | La Nouvelle-Orléans | 21     | 0      | 11,5   | 40,0  | 40,6   | 64,7 | 2,60    | 0,50    | 0,40   | 0,40   | 3,40   |
| 2021-2022 | Brooklyn            | 1      | 0      | 1,0    | -     | -      | -    | 1,00    | 0,00    | 0,00   | 0,00   | 0,00   |
| 2021-2022 | L.A. Clippers       | 6      | 0      | 7,7    | 38,5  | 40,0   | 50,0 | 2,30    | 0,30    | 0,20   | 0,30   | 2,30   |
| 2021-2022 | L.A. Lakers         | 19     | 5      | 16,4   | 50,5  | 26,1   | 60,5 | 4,30    | 0,60    | 0,20   | 0,50   | 6,70   |
| 2022-2023 | L.A. Lakers         | 68     | 2      | 15,1   | 59,6  | 27,8   | 61,9 | 4,20    | 0,50    | 0,40   | 0,50   | 5,50   |
| Total     | Total               | 145    | 8      | 12,8   | 53,1  | 31,9   | 62,4 | 3,40    | 0,50    | 0,40   | 0,40   | 4,50   |

Dernière mise à jour le 31 août 2023.

#### Play-In
| Saison | Équipe      | Matchs | Titul. | Min./m | % Tir | % 3pts | % LF | Rbds/m. | Pass/m. | Int/m. | Ctr/m. | Pts/m. |
| ------ | ----------- | ------ | ------ | ------ | ----- | ------ | ---- | ------- | ------- | ------ | ------ | ------ |
| 2020   | Portland    | 1      | 0      | 9,1    | 33,3  | 100    | -    | 1,00    | 1,00    | 0,00   | 0,00   | 3,00   |
| 2023   | L.A. Lakers | 1      | 0      | 1,8    | -     | -      | -    | 0,00    | 0,00    | 0,00   | 0,00   | 0,00   |
| Total  | Total       | 2      | 0      | 5,5    | 33,3  | 100    | -    | 0,50    | 0,50    | 0,00   | 0,00   | 1,50   |

#### Playoffs
| Saison | Équipe      | Matchs | Titul. | Min./m | % Tir | % 3pts | % LF | Rbds/m. | Pass/m. | Int/m. | Ctr/m. | Pts/m. |
| ------ | ----------- | ------ | ------ | ------ | ----- | ------ | ---- | ------- | ------- | ------ | ------ | ------ |
| 2020   | Portland    | 4      | 2      | 13,3   | 60,0  | 40,0   | 50,0 | 2,50    | 1,00    | 0,50   | 0,50   | 5,30   |
| 2023   | L.A. Lakers | 10     | 0      | 3,7    | 40,0  | -      | 66,7 | 0,90    | 0,00    | 0,20   | 0,30   | 1,00   |
| Total  | Total       | 14     | 2      | 6,5    | 52,0  | 40,0   | 60,0 | 1,40    | 0,30    | 0,30   | 0,40   | 2,20   |

## Records sur une rencontre NBA
Les records personnels de Wenyen Gabriel en NBA sont les suivants:
| Type de statistique        | Saison régulière | Saison régulière           | Saison régulière | Playoffs | Playoffs                | Playoffs      |
| Type de statistique        | Record           | Adversaire                 | Date             | Record   | Adversaire              | Date          |
| -------------------------- | ---------------- | -------------------------- | ---------------- | -------- | ----------------------- | ------------- |
| Points                     | 17               | @ Raptors de Toronto       | 18 mars 2022     | 10       | Lakers de Los Angeles   | 24 août 2020  |
| Paniers marqués            | 7                | 2 fois                     | 2 fois           | 4        | Lakers de Los Angeles   | 24 août 2020  |
| Paniers tentés             | 13               | @ Nuggets de Denver        | 10 avril 2022    | 8        | @ Lakers de Los Angeles | 20 août 2020  |
| Paniers à 3 points réussis | 3                | 3 fois                     | 3 fois           | 1        | 2 fois                  | 2 fois        |
| Paniers à 3 points tentés  | 7                | @ Warriors de Golden State | 14 mai 2021      | 4        | @ Lakers de Los Angeles | 20 août 2020  |
| Lancers francs réussis     | 5                | Pistons de Détroit         | 18 novembre 2022 | 1        | 3 fois                  | 3 fois        |
| Lancers francs tentés      | 6                | Mavericks de Dallas        | 17 mars 2023     | 2        | 2 fois                  | 2 fois        |
| Rebonds offensifs          | 8                | Mavericks de Dallas        | 17 mars 2023     | 4        | @ Lakers de Los Angeles | 20 août 2020  |
| Rebonds défensifs          | 7                | 2 fois                     | 2 fois           | 2        | @ Lakers de Los Angeles | 18 août 2020  |
| Rebonds totaux             | 14               | @ Rockets de Houston       | 15 mars 2023     | 5        | @ Lakers de Los Angeles | 20 août 2020  |
| Passes décisives           | 3                | 3 fois                     | 3 fois           | 3        | @ Lakers de Los Angeles | 18 août 2020  |
| Interceptions              | 3                | 2 fois                     | 2 fois           | 2        | 2 fois                  | 2 fois        |
| Contres                    | 3                | Raptors de Toronto         | 10 mars 2023     | 2        | Grizzlies de Memphis    | 28 avril 2023 |
| Balles perdues             | 3                | 4 fois                     | 4 fois           | 2        | 2 fois                  | 2 fois        |
| Minutes jouées             | 38               | @Nuggets de Denver         |                  | 21       | @ Lakers de Los Angeles | 20 août 2020  |

- Double-double : 0
- Triple-double : 0

Dernière mise à jour : 31 août 2023

## Vie privée
Sa sœur est décédée un an avant sa naissance, du coup, Wenyen Gabriel reçut le nom de « Wenyen », qui signifie « essuyez vos larmes » dans sa langue maternelle Dinka. Deux semaines après sa naissance, sa mère, Rebecca Gak, a déménagé avec lui et ses trois frères et sœurs au Caire, en Égypte, pour échapper à la violence de la Seconde Guerre civile soudanaise. Alors que la mère de Gabriel travaillait pour gagner assez d’argent pour déménager son père, Makuac, au Caire, son frère de sept ans, Komot, s'est occupé de lui. Deux ans après avoir déménagé en Égypte, les Nations unies ont accordé un appel pour que la famille réfugiée déménage à Manchester, dans le New Hampshire, une ville américaine comptant une importante population sud-soudanaise,.
En août 2022, Wenyen Gabriel visite son pays natal, le Soudan du Sud, pour la première fois depuis son exil aux États-Unis, et le camp de déplacés de Mangalla, visite organisée par le Haut Commissariat des Nations unies pour les réfugiés,,. Le même mois, il organise un camp de basket dans la capitale du pays, Djouba.